# Бялкі (Седлецький повіт)
Бялкі (пол. Białki) — село в Польщі, у гміні Седльці Седлецького повіту Мазовецького воєводства.
Населення — 757 осіб (2011).
У 1975-1998 роках село належало до Седлецького воєводства.

## Демографія
Демографічна структура станом на 31 березня 2011 року:
|          | Загалом | Допрацездатний вік | Працездатний вік | Постпрацездатний вік |
| -------- | ------- | ------------------ | ---------------- | -------------------- |
| Чоловіки | 370     | 97                 | 249              | 24                   |
| Жінки    | 387     | 108                | 221              | 58                   |
| Разом    | 757     | 205                | 470              | 82                   |